# Clase Daring (1949)
La clase Daring fue una clase de once destructores construidos para la Royal Navy (RN) y la Royal Australian Navy (RAN). Fueron construidos después de la Segunda Guerra Mundial, y entraron en servicio durante la década de 1950, siendo un total de ocho barcos para la RN y tres para la RAN. Dos de los destructores RN fueron vendidos y sirvieron en la Marina de Guerra del Perú (MGP). Se planearon otros ocho barcos para la RN, pero fueron cancelados antes de que comenzara la construcción, mientras que un cuarto buque de la RAN se inició, pero fue cancelado antes de la botadura y desguazado en la grada.
Los buques de la clase Daring eran los barcos más grandes y mejor armados que servían en las armadas de la Commonwealth clasificados como destructores. Estaban destinados a cumplir algunas de las tareas de los cruceros, que después de la Segunda Guerra Mundial fueron considerados caros y obsoletos por los planificadores navales, y fueron brevemente considerados oficialmente un tipo híbrido (Daring) antes de ser clasificados como destructores. También fueron los últimos destructores de la RN y la RAN en poseer armamento convencional como armamento principal (en lugar de misiles guiados), que se utilizaron durante la confrontación con Indonesia y la Guerra de Vietnam.
Los destructores de la clase Daring estuvieron en servicio en la RN y la RAN desde la década de 1950 hasta la década de 1980. Tras el desmantelamiento, dos Daring británicos fueron vendidos a Perú, que operó un buque hasta 1993 y el otro hasta 2007. Se conserva un barco de la clase: el HMAS Vampire como buque museo en el Museo Nacional de la Armada Australiana.

## Diseño

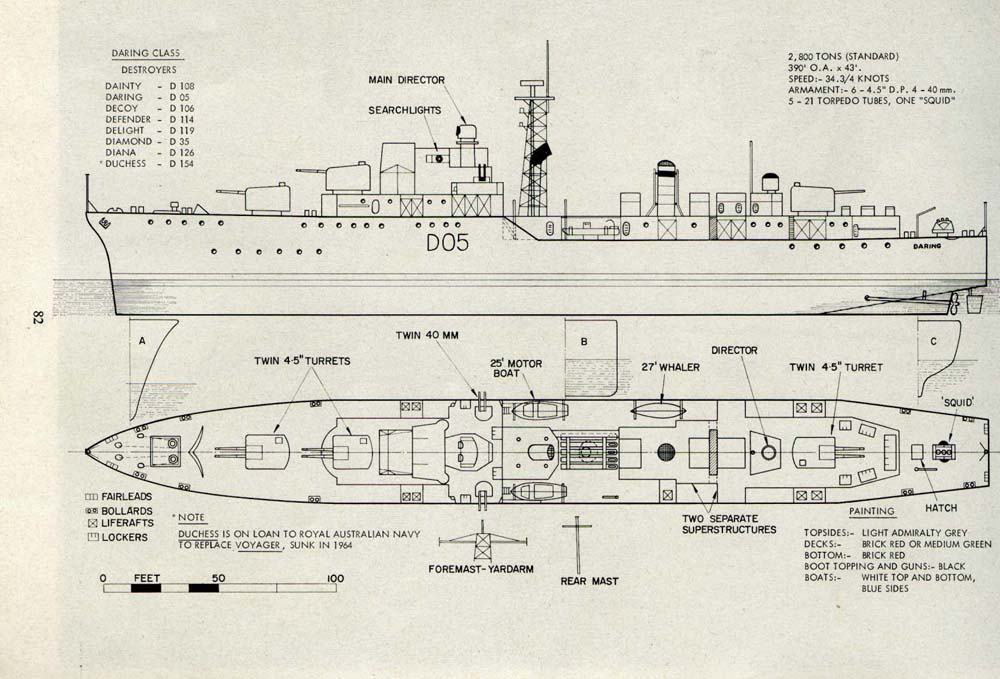
Planta y vista de babor de la clase Daring de destructores

La clase Daring fueron los destructores más grandes construidos hasta entonces (1949) para la RN, con un desplazamiento de 3.820 toneladas, una eslora de 390 pies (120 m), una manga de 43 pies (13 m) y un calado de 12 3/4 pies (3,89 m).
La clase Daring fue la última serie de destructores de cañones convencionales de la RN, y estaban armados con el cañón QF de 4,5 pulgadas /45 (113 mm) Mark V en tres montajes dobles UD Mk.VI (más tarde rebautizado simplemente como Mark N6). El armamento principal estaba controlado por un director Mark VI equipado con un radar tipo 275 en el puente y un director CRBF (fuego ciego de corto alcance) en popa con radar tipo 262 que proporcionaba control local para la torreta 'X' en los arcos de popa. Se proporcionó control remoto de energía (RPC) para el armamento principal. La clase Daring era capaz de disparar a una cadencia de 16 disparos por minuto por cañón, o unos 100 disparos por minuto en su conjunto.
Fueron diseñados para portar tres torres dobles con cañones Bofors de 40 mm / 60 STAAG Mark II, pero la central fue reemplazada más tarde por la montura gemela Mark V, más ligera y segura. Esto significaba que la clase Daring podía atacar dos objetivos a larga distancia y dos a corta distancia bajo un control totalmente automático dirigido por radar, una enorme mejora con respecto a sus predecesores. Dos buques Daring australianos fueron equipados con dos monturas Bofors gemelas y dos simples. El Tipo 293 se llevaba en el mástil de proa para indicar el objetivo.
Al igual que la clase Weapon anterior, los Daring tenían su maquinaria dispuesta según el principio de "unidad", donde las salas de calderas y las salas de máquinas se alternaban para aumentar la capacidad de supervivencia. Las calderas utilizaban presiones y temperaturas de 45 bar y 454 °C respectivamente, cifras hasta entonces desconocidas en la conservadora Royal Navy, lo que permitía realizar grandes mejoras en la eficiencia sin aumentar el peso. La amplitud de las calderas dio lugar a embudos muy espaciados. El embudo de proa se hundía a través del mástil de proa de celosía (conocido como mack) con el embudo de popa un tocón en el centro del barco. Ninguno de los dos estaba provisto de una carcasa, lo que resultaba en una apariencia curiosa y poco atractiva, aunque algunos consideraron la utilidad de los embudos para mejorar la apariencia general. Se hicieron intentos de mejorar la apariencia agregando una carcasa aerodinámica al embudo, pero esto se eliminó más tarde. Cabe destacar un nuevo diseño de puente, rompiendo con un linaje que se remonta a la clase H de destructores de 1936. Se agregó un blindaje de 3/8 de pulgada a las torretas, el puente y los tendidos de cables de control de fuego.

## Construcción

### Reino Unido
Los buques de la Royal Navy se construyeron en dos grupos, uno con el sistema eléctrico tradicional de corriente continua (Daring, Dainty, Defender y Delight) y el resto de barcos (Decoy, Diamond, Diana y Duchess), con un moderno sistema de corriente alterna. Eran conocidos como el 2.º y 5.º Escuadrones de Destructores, respectivamente.
Dos de las naves, Danae y Delight, eran originalmente parte de la clase Battle, aunque solo la Delight (originalmente Ypres, luego Disdain, antes de ser finalmente renombrada Delight) fue comisionada.
Debían haber sido de construcción totalmente soldada, pero Daring, Decoy y Diana se construyeron con un compuesto de soldadura y remaches.

### Australia
La Armada Real Australiana encargó inicialmente cuatro destructores de la clase Daring, que iban a llevar el nombre de los barcos de la "Flotilla de Chatarra" de la Segunda Guerra Mundial. Los barcos fueron modificados durante la construcción: la mayoría de los cambios se hicieron para mejorar la habitabilidad, incluida la instalación de aire acondicionado. La clase Daring fue también la primera en tener barcos totalmente soldados (sin remaches)) que se construyeron en Australia.
El primer buque australiano de la clase Daring fue puesto en marcha en 1949. En 1950, ya era evidente que los buques australianos de la clase Daring no se completarían a tiempo, ya que los astilleros australianos estaban experimentando dificultades para mantenerse al día con el cronograma de construcción. Para compensar esto, la RAN intentó sin éxito comprar dos buques de la clase Daring en construcción al Reino Unido, y consideró adquirir barcos de la Armada de los Estados Unidos a pesar de las dificultades logísticas para suministrar y mantener buques estadounidenses en una flota predominantemente de diseño británico. Únicamente se completaron tres barcos; Voyager, Vendetta y Vampire, siendo comisionados entre 1957 y 1959. En el momento en que se pusieron en servicio, el coste de cada barco había aumentado de 2,6 millones de libras australianas (A£) a 7 millones.

### Buques no concluidos
Otros ocho destructores de la clase Daring solicitados para la Royal Navy fueron cancelados el 27 de diciembre de 1945: Danae, Decoy, Delight, Demon, Dervish, Desire, Desperate y Diana. En consecuencia, las naves de esta clase originalmente encargadas como Disdain, Dogstar, Dragon y Druid fueron renombradas como Delight, Defender, Decoy y Diana para perpetuar los nombres de la flotilla original de la clase D de la década de 1930. El cuarto componente australiano de la clase Daring, que se llamaría Waterhen, fue puesto en grada en 1952, pero cancelado en 1954 y desguazado en la grada. Esta fue una de las varias medidas de reducción de costos para mantener una fuerza de aviación naval basada en dos portaaviones.

### Lista de buques
| Identificativo               | Nombre                                                | Astillero                    | Solicitado            | Establecido              | Botadura                | Completado o apto para el servicio | Comisionado             | Observaciones. Coste de construcción estimado                                                     |
| Royal Navy                   | Royal Navy                                            | Royal Navy                   | Royal Navy            | Royal Navy               | Royal Navy              | Royal Navy                         | Royal Navy              | Royal Navy                                                                                        |
| ---------------------------- | ----------------------------------------------------- | ---------------------------- | --------------------- | ------------------------ | ----------------------- | ---------------------------------- | ----------------------- | ------------------------------------------------------------------------------------------------- |
| I05, luego D119              | Delight (ex-Disdain, ex-Ypres)                        | Fairfield                    | 5 de junio de 1943    | 5 de septiembre de 1946  | 21 de diciembre de 1950 | 9 de octubre de 1953               | 9 de octubre de 1953    | Desguazado en 1971.                                                                               |
| I06                          | Danae (ex-Vimiera)                                    | Cammell Laird                | 5 de junio de 1943    | –                        | –                       | Cancelado 13 de diciembre de 1945  | –                       | –                                                                                                 |
| I15, luego D05               | Daring                                                | Swan Hunter                  | 24 de enero de 1945   | 29 de septiembre de 1945 | 10 de agosto de 1949    | 8 de marzo de 1952                 | 8 de marzo de 1952      | Vendido para desguace, llegando a Blyth el 15 de junio de 1971.                                   |
| I35                          | Demon                                                 | Swan Hunter                  | 24 de enero de 1945   | –                        | –                       | Cancelado 13 de diciembre de 1945  | –                       | –                                                                                                 |
| I52, luego D108              | Dainty                                                | JS White                     | 24 de enero de 1945   | 17 de diciembre de 1945  | 16 de agosto de 1950    | 26 de febrero de 1953              | 26 de febrero de 1953   | Vendido el 1 de enero de 1971 y desguazado en Cairnryan.                                          |
| I73                          | Dervish                                               | JS White                     | 24 de enero de 1945   | –                        | –                       | Cancelado 13 de diciembre de 1945  | –                       |                                                                                                   |
| I40                          | Decoy                                                 | Vickers, Newcastle upon Tyne | 24 de enero de 1945   | –                        | –                       | Cancelado 13 de diciembre de 1945  | –                       |                                                                                                   |
| I45                          | Delight                                               | Vickers, Newcastle upon Tyne | 24 de enero de 1945   | –                        | –                       | Cancelado 13 de diciembre de 1945  | –                       |                                                                                                   |
| I81, luego D35               | Diamond                                               | John Brown                   | 24 de enero de 1945   | 15 de marzo de 1949      | 14 de junio de 1950     | 21 de febrero de 1952              | 21 de febrero de 1952   | Desguazado en 1981.                                                                               |
| I87                          | Desperate                                             | John Brown                   | 24 de enero de 1945   | –                        | –                       | Cancelado 27 de diciembre de 1945  | –                       |                                                                                                   |
| I19                          | Desire                                                | Hawthorn Leslie              | 16 de febrero de 1945 | –                        | –                       | Cancelado 13 de diciembre de 1945  | –                       |                                                                                                   |
| I77                          | Diana                                                 | Hawthorn Leslie              | 16 de febrero de 1945 | –                        | –                       | Cancelado 13 de diciembre de 1945  | –                       |                                                                                                   |
| I47, luego D114              | Defender (ex-Dogstar)                                 | Stephen                      | 16 de febrero de 1945 | 22 de marzo de 1949      | 27 de julio de 1950     | 5 de diciembre de 1952             | 5 de diciembre de 1952  | Baja en 1969. Vendido para desguace el 10 de mayo de 1972.                                        |
| I56, luego D106, luego DM-74 | Decoy (ex-Dragon) Ferré (Marina de Guerra del Perú)   | Yarrow                       | 16 de febrero de 1945 | 23 de septiembre de 1946 | 29 de marzo de 1949     | 28 de abril de 1953                | 28 de abril de 1953     | Transferido a la armada peruana en 1969. Baja el 13 de julio de 2007.                             |
| I26, luego D126, luego DM-73 | Diana (ex-Druid) Palacios (Marina de Guerra del Perú) | Yarrow                       | 16 de febrero de 1945 | 3 de abril de 1947       | 8 de mayo de 1952       | 29 de marzo de 1954                | 29 de marzo de 1954     | Transferido a la armada peruana el 1 de diciembre de 1969. Baja en 1993.                          |
| I94, luego D154              | Duchess                                               | Thornycroft                  | 29 de marzo de 1945   | 8 de julio de 1948       | 9 de abril de 1951      | 23 de octubre de 1952              | 23 de octubre de 1952   | Transferido a la RAN el 8 de mayo de 1964. Baja el 23 de octubre de 1977                          |
| Royal Australian Navy        |                                                       |                              |                       |                          |                         |                                    |                         |                                                                                                   |
| D11                          | Vampire                                               | Cockatoo Island              |                       | 1 de julio de 1952       | 27 de octubre de 1956   | 22 de junio de 1959                | 23 de junio de 1959     | 7 millones de libras australianas (£A). Baja el 13 de agosto de 1986. Conservado como barco-museo |
| D08                          | Vendetta                                              | Williamstown Dock Yard       |                       | 4 de julio de 1949       | 3 de mayo de 1954       | 26 de noviembre de 1958            | 26 de noviembre de 1958 | Baja el 9 de octubre de 1979.                                                                     |
| D04                          | Voyager                                               | Cockatoo Island              |                       | 10 de octubre de 1949    | 1 de mayo de 1952       | 12 de febrero de 1957              | 12 de febrero de 1957   | Hundido tras colisión con el HMAS Melbourne el 10 de febrero de 1964                              |
| –                            | Waterhen                                              | Williamstown Dock Yard       |                       | Diciembre de 1952        | –                       | Cancelado en 1954                  | –                       | –                                                                                                 |

## Modificaciones británicas
En 1958, al grupo DC se le quitaron los tubos de torpedos de popa y se reemplazó con una caseta de cubierta que proporcionaba instalaciones de alojamiento adicionales. Esta modificación se realizó en los buques AC en 1959-1960. También al mismo tiempo, los AC fueron reemplazados por monturas STAAG por Mark 7 Bofors de montaje único y el Mark VI director fue reemplazado por el nuevo director MRS-3 (sistema de alcance medio) que incorporaba el Radar Tipo 903 para el control de fuego. El lanzador de misiles Sea Cat fue instalado brevemente en el Decoy para pruebas de aceptación en 1961, pero más tarde fue retirado y nunca se instaló en el resto de la clase Daring como se había previsto.
Entre 1962 y 1964, el grupo DC tuvo sus monturas STAAG reemplazadas por el Mark V también, y el último conjunto de tubos lanzatorpedos fue retirado al mismo tiempo. Este grupo también hizo que el director MRS-3 reemplazara al Mark VI.

## Servicio y destino
La clase estuvo en servicio con la RN desde principios de la década de 1950 hasta principios de la década de 1970, y con la RAN desde finales de la década de 1950 hasta finales de la década de 1970, con el Vampire en servicio como buque escuela hasta 1986. Varios de los barcos también estuvieron involucrados en conflictos de la Guerra Fría. Delight, Duchess, Vampire y Vendetta estuvieron involucrados en la confrontación en Indonesia. El Vendetta también operó durante la Guerra de Vietnam, siendo el único buque de guerra construido en Australia que luchó en el conflicto.
Solo se perdió un barco de la clase. En la noche del 10 de febrero de 1964, el HMAS Voyager cruzó a proa del portaaviones Melbourne, siendo embestido por éste y hundido, con la pérdida de 81 miembros del personal de la RAN y un contratista civil. El Duchess fue prestado a la RAN como reemplazo durante cuatro años mientras se construían dos escoltas de destructores clase River modificados, aunque acabó siendo vendido finalmente a la RAN.
Los Daring británicos recibieron poca modernización, y todos fueron dados de baja por ser obsoletos y requerir tripulaciones demasiado grandes en comparación con las fragatas de 1968-1970. Dos de ellos, Diana y Decoy, fueron vendidos a la Marina de Guerra del Perú y rebautizados como BAP Palacios y BAP Ferré respectivamente. Estos dos buques fueron modernizados, con el Palacios en servicio hasta 1993, y el Ferré dado de baja en 2007.

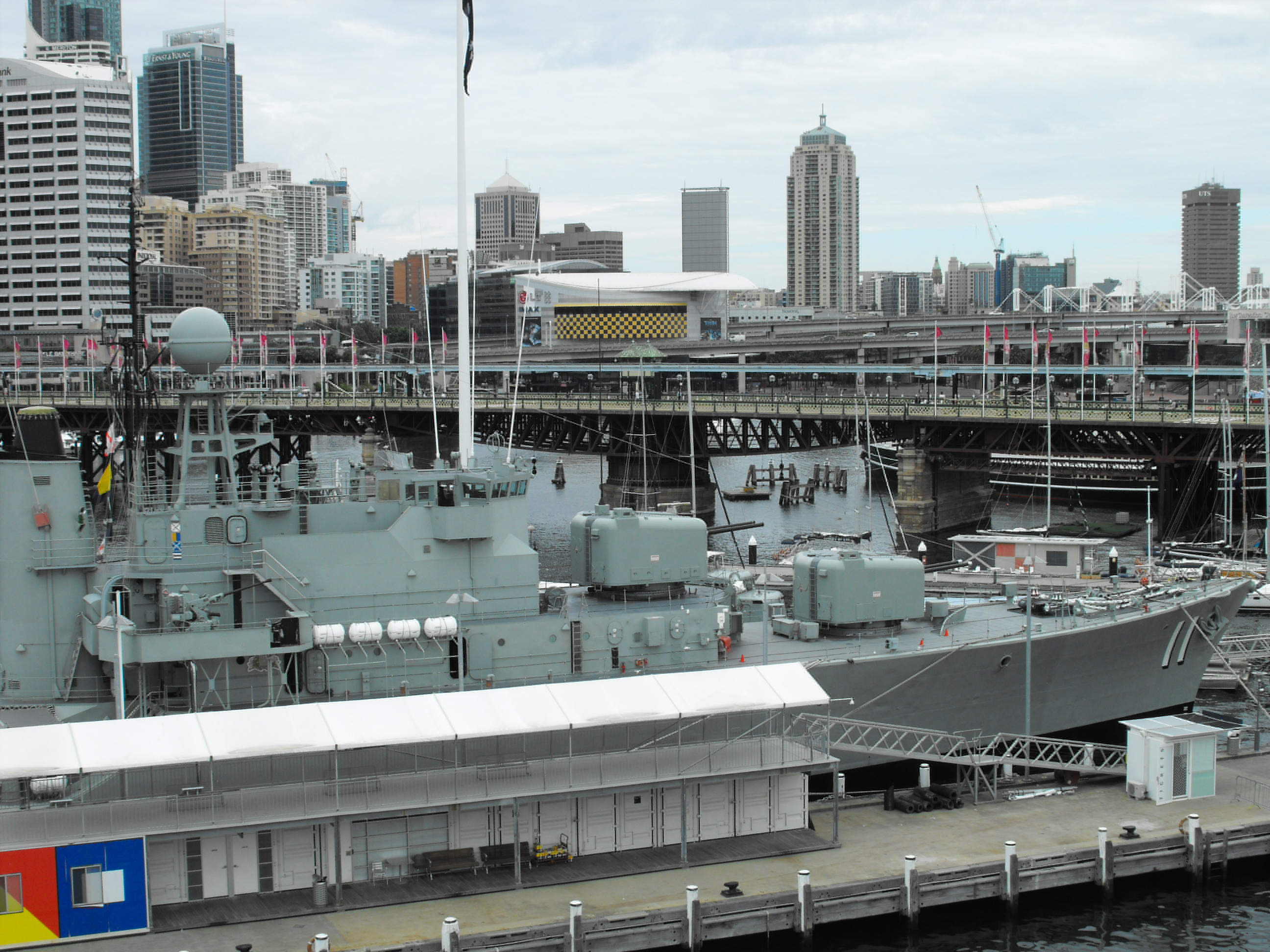
Parte delantera del, mostrando las dos torres delanteras con el armento de 4,5" Mark V, y un Bofors de 40 mm

Los barcos de la RAN fueron modernizados a principios de la década de 1970 a un coste de 20 millones de dólares australianos, aunque las modificaciones en el Duchess fueron menores que en sus barcos gemelos. El Duchess y el Vendetta permanecieron en servicio hasta finales de la década de 1970, y el Vampire se mantuvo hasta 1986 como buque escuela. Los Daring australianos fueron reemplazados por los destructores de la clase Perth, un derivado construido en Estados Unidos del destructor con misiles guiados de la clase Charles F. Adams. El papel de entrenamiento de la clase Daring fue primero complementado, y luego reemplazado, por el HMAS Jervis Bay. Después de su desmantelamiento, el Vampire se convirtió en buque museo en el Museo Marítimo Nacional de Australia en Sídney, siendo el único barco de la clase conservado.
Un destructor no identificado de la clase Daring interpretó al ficticio HMS Sherwood en la comedia cinematográfica de 1957 de A. E. Matthews Carry On Admiral. Hay una serie de tomas de perfil del barco en el astillero de la Base Naval de Portsmouth, con vistas detalladas de las cubiertas y bajo las mismas, así como una secuencia interesante que muestra el disparo accidental de un torpedo a la barcaza del almirante.